# Savino Savini (patriota)
Savino Savini (Bologna, 1º ottobre 1813 – Bologna, 5 settembre 1859) è stato un patriota e drammaturgo italiano, fondatore di una Società Drammatica Nazionale Italiana nel 1847.

## Biografia
Nato da Carlo Antonio Savini e da Teresa dei conti Carati, cresce in una famiglia di buona cultura, liberale e di chiare tendenze napoleoniche. Fin da giovanissimo si dedica alla filosofia e alla letteratura, componendo i primi testi teatrali. Sottopone senza successo una sua pièce all'attore e patriota Gustavo Modena, che incontra nel 1831 durante i moti antiaustriaci. Nonostante questa prima tiepida accoglienza persiste nella scrittura fino a riscuotere i primi consensi.
Nel 1837 sposa Teresa Mondini, figlia del celebre medico Francesco Mondini, e si laurea in matematica l'anno successivo, decidendo tuttavia di continuare sulla via delle lettere. Alla morte del padre, sempre nel 1838, tenta di pubblicare una sua biografia, ma la contestata partecipazione del genitore ai moti del 1831 gli preclude questa strada. Nel 1839 pubblica una Memoria sopra una statistica de' viaggiatori, che analizza il primo sviluppo del turismo in città.
Fonda e dirige, dal 1841 al 1844, il settimanale La Parola, ricco di articoli e recensioni letterarie. Nonostante l'argomento avulso alla politica la sua attività viene osservata ed è oggetto di un rapporto al Cardinal Legato a causa dei precedenti paterni, delle frequentazioni dello scrittore e della sua vicinanza al pensiero di Saint Simon e ai Sansimoniani bolognesi, cospiratori affini ai circoli mazziniani riuniti intorno al medico Gabriello Rossi. Al foglio La Parola contribuisce anche il patriota Giuseppe Camillo Mattioli, che nel 1844 sarà condannato a vita per cospirazione dallo Stato Pontificio, poi graziato due anni dopo.
Nel 1847 Savino Savini promuove l’istituzione di una Società Nazionale Drammatica Italiana per contrastare la prevalenza di opere straniere, soprattutto francesi, e valorizzare gli autori della penisola. Un ambizioso progetto interrotto a causa del maggiore impegno di Savini per la causa patriottica.
Nei primi anni quaranta dell'Ottocento Savini partecipa a vari congressi di scienziati italiani, a Firenze, Padova, Milano e Napoli, e in queste occasioni stringe legami con numerosi intellettuali ed esponenti progressisti. Tra questi il gruppo che si riunisce intorno alla Rivista Europea, giornale di scienze morali, letteratura ed arti. Savino Savini intrattiene una fitta corrispondenza con lo scrittore ed editore Giovan Pietro Vieusseux, entra in contatto con Niccolò Tommaseo, Angelo Brofferio e Carlo Ilarione Petitti di Roreto, stringe amicizia con elementi più moderati, come quelli guidati da Marco Minghetti, e con i patrioti più radicali intorno a Livio Zambeccari.
Gli vengono affidati incarichi a Parma e a Milano, come rappresentante dei governi provvisori emiliani, e in questa veste cerca di convertire alla causa ufficiali e militari dell'esercito napoletano guidato da Guglielmo Pepe.
Dopo la battaglia dell'8 agosto 1848 e la cacciata degli austroungarici dalla città Savino Savini entra nell'orbita della corrente democratica e contribuisce alla nascita del Circolo Popolare. Nel 1849 è eletto in seno all'Assemblea Costituente Romana e partecipa alla proclamazione della Repubblica Romana, per avviare una proficua collaborazione con Giuseppe Mazzini, entrando in contatto con i maggiori rappresentanti del Risorgimento. All'indomani della caduta della Repubblica Romana si rifugia a San Marino e poi nel Gran Ducato di Toscana, per poi ottenere il permesso di stabilirsi in Piemonte. Qui si mantiene insegnando e con piccoli impieghi nell'editoria e nei periodici, e diventa segretario di redazione del Dizionario della Lingua Italiana diretto da Niccolò Tommaseo.
In questo periodo riprende la sua attività drammaturgica con maggiore lena e con successo, dando alle stampe Dada (1851), Il confidente (1851), La donna (1851), Una mosca bianca (1851), Emma Liona (1852), Nuovo Caino (1855) e Il conte Got (1858). Quest'ultima opera venne giudicata «un buon preludio per la Biblioteca delle stravaganze, perché è un volume stravagante, quantunque non siavi nulla di meno stravagante delle memorie d'un demente.»
Nel frattempo offre sostegno agli emigrati politici in qualità di segretario generale della Società dell'Emigrazione Italiana a Torino.
In seguito alla caduta dello Stato Pontificio a Bologna, avvenuta il 12 giugno 1859, Savino Savini torna in città dalla sua famiglia e contatta Marco Minghetti per mettersi al servizio della monarchia sabauda, ma viene ignorato. L'amico Ulisse Bandera riesce a procurargli la carica di vicerettore dell'Università di Bologna, ma Savini non ricoprirà mai questa carica, morendo poco tempo dopo, il 5 settembre.
È sepolto nella Sala delle Tombe del cimitero monumentale della Certosa di Bologna.